# Departamento de Paraná
Departamento de Paraná är en kommun i Argentina.   Den ligger i provinsen Entre Ríos, i den centrala delen av landet, 400 km norr om huvudstaden Buenos Aires. Antalet invånare är 247 863.
Trakten runt Departamento de Paraná består till största delen av jordbruksmark. Runt Departamento de Paraná är det ganska tätbefolkat, med 67 invånare per kvadratkilometer.